# Ariosoma opistophthalmum
Ariosoma opistophthalmum är en fiskart som först beskrevs av Ranzani, 1839.  Ariosoma opistophthalmum ingår i släktet Ariosoma och familjen havsålar. Inga underarter finns listade i Catalogue of Life.